# Rocky (1948)
Rocky is een Amerikaanse dramafilm uit 1948 onder regie van Phil Karlson en William Beaudine.

## Verhaal
De schilder John Hammond en zijn zoon Chris ontmoeten op een dag Bert Hillman, de voorman op een boerderij in de buurt. Zijn hulpje en hij zijn op zoek naar een wilde hond, die een van hun schapen heeft gedood. Ze vinden de hond en maken hem en een van zijn jongen af. Na het vertrek van Hillman ontdekken Hammond en zijn zoon dat er nog een jong in leven is. Ze nemen de hond mee naar huis en noemen hem Rocky. John is bang dat het hondje later ook een schapendoder zal worden, maar hij geeft Chris de kans om het dier op te voeden in de hoop dat hij het jachtinstinct kan intomen. Als blijkt dat er op boerderijen in de buurt veel schapen worden gedood, gaat John meteen Rocky verdenken. 

## Rolverdeling
| Acteur         | Personage         |
| -------------- | ----------------- |
| Roddy McDowall | Chris Hammond     |
| Edgar Barrier  | John Hammond      |
| Nita Hunter    | Kathy Forrester   |
| Gale Sherwood  | Ellen Forrester   |
| Jonathan Hale  | Kenneth Forrester |
| William Ruhl   | Drew              |
| Claire Whitney | Hortense          |
| Irving Bacon   | Bert Hillman      |
| John Alvin     | John Arnold       |
| Ben Corbett    | Hanson            |